# Iter hispaniense
Iter hispaniense (abreviado Iter Hispan. (Webb)) es un libro con ilustraciones y descripciones botánicas que fue escrito por el botánico inglés Philip Barker Webb y publicado en el año 1838 con el nombre de Iter hispaniense or a synopsis of plants collected in the southern provinces of Spain and in Portugal, with geographical remarks, and observations on rare and undescribed species.